# Bellator 255
Bellator 255: Pitbull vs. Sanchez 2 è stato un evento di arti marziali miste tenuto dalla Bellator MMA il 2 aprile 2021 al Mohegan Sun Arena di Uncasville negli Stati Uniti.

## Risultati
|                                        | Divisione             |                     |           |                  | Metodo                                      | Round     | Tempo     | Note      |
| Main Card                              | Main Card             | Main Card           | Main Card | Main Card        | Main Card                                   | Main Card | Main Card | Main Card |
| -------------------------------------- | --------------------- | ------------------- | --------- | ---------------- | ------------------------------------------- | --------- | --------- | --------- |
| Sfida valida per il titolo di campione | Pesi piuma            | Patricio Freire (c) | batte     | Emmanuel Sanchez | Sottomissione tecnica (guillotine choke)    | 1         | 3:35      | [ 1 ]     |
|                                        | Pesi welter           | Jason Jackson       | batte     | Neiman Gracie    | Decisione unanime (29–28, 29–28, 29–28)     | 3         | 5:00      |           |
|                                        | Pesi massimi          | Tyrell Fortune      | batte     | Jack May         | KO tecnico (pugni)                          | 1         | 3:16      |           |
|                                        | Pesi leggeri          | Usman Nurmagomedov  | batte     | Mike Hamel       | Decisione unanime (29–28, 30–27, 30–27)     | 3         | 5:00      |           |
|                                        | Pesi mosca femminili  | Kana Watanabe       | batte     | Alejandra Lara   | Decisione non unanime (28–29, 29–28, 29–28) | 3         | 5:00      |           |
| Preliminary Card                       |                       |                     |           |                  |                                             |           |           |           |
|                                        | Pesi gallo            | Magomed Magomedov   | batte     | Cee Jay Hamilton | Sottomissione (rear-naked choke)            | 2         | 1:22      |           |
|                                        | Pesi leggeri          | Mandel Nallo        | batte     | Ricardo Seixas   | KO (superman punch)                         | 1         | 3:23      |           |
|                                        | Pesi medi             | Khalid Murtazaliev  | batte     | Fabio Aguiar     | Decisione unanime (29–28, 30–27, 30–27)     | 3         | 5:00      |           |
|                                        | Catchweight (160 lbs) | Chris Gonzalez      | batte     | Roger Huerta     | KO tecnico (sottomissione ai pugni)         | 3         | 3:01      |           |
|                                        | Pesi mediomassimi     | Jose Augusto        | batte     | Jonathan Wilson  | Sottomissione (arm-triangle choke)          | 1         | 4:58      |           |
|                                        | Pesi welter           | Roman Faraldo       | batte     | Trevor Gudde     | KO tecnico (pugni)                          | 1         | 1:30      |           |
|                                        | Pesi welter           | Jordan Newman       | batte     | Branko Busick    | KO tecnico (gomitate)                       | 2         | 2:30      |           |